# 탄중피낭
탄중피낭(인도네시아어: Tanjung Pinang)은 인도네시아 리아우 제도주의 주도이자 도시이며, 빈탄섬 남부 지역에 위치하여 있다. 싱가포르와 바탐섬에서 오는 페리와 쾌속정이 있으며，싱가포르 및 조호 바루(Johor Bahru)에서 40킬로미터 떨어진 곳이다. 인도네시아에서 빠르게 성장하는 도시 가운데 하나로서, 인구는 현재 200,000명 안팎이다.

## 역사
500년 전，말레이인들이 포르투갈식민 전쟁에서 패하여，말레카에서 비탄섬으로 도망하여，포르투갈에 대항하여 세운 도시로서，이후 무역항구가 되어，유럽, 인도 및 중국의 무역상들이 모이는 곳이 되었으며，수 많은 중국인들이 이 곳으로 이민하였다. 이러한 이유로 역사적으로 말레이 문화의 선두에 서 말레카 지역에서 3백여 년이나 앞서 발전하게 되었다.

## 관광
말레이 음악 및 춤 공연무대가 되는 문화센터에서는 정기적으로 페스티벌과 공연이 이어진다. 이 센터는 정기적으로 오락 및 기타 기획을 실시하고 있다. 새로운 불교 사원이 탄중 피낭 교외 슨가란에 위치해 있다.

## 행정
탄중 피낭은 빈탄섬에서 가장 큰 도시이며, 행정의 중심이다. 또한 리아우 제도주 주청사 소재지이다. 빈탄은 말레이시아 남부의 조호르 왕국의 수도가 되었다. 이 도시는 항상 말레이인의 지도적 역할을 해왔다. 300년 전에 말라카 왕국이 그러했듯이, 빈탄도 교역 항구였으며, 지역이나 유럽인, 인도인, 또한 중국인을 끌어 당겨 받아들인 것이다. 4개의 구가 있으며, 2010년 인구조사를 기준으로 아래와 같다.
| 명칭                           | 인구   |
| ------------------------------ | ------ |
| 부킷 베스타리                  | 54,157 |
| 탄중피낭 티무르 (동 탄중 피낭) | 70,867 |
| 탄중피낭 코타 (시)             | 17,026 |
| 탄중피낭 바랏 (서 탄중 피낭)   | 45,309 |

## 기후
| Tanjungpinang의 기후     | Tanjungpinang의 기후 | Tanjungpinang의 기후 | Tanjungpinang의 기후 | Tanjungpinang의 기후 | Tanjungpinang의 기후 | Tanjungpinang의 기후 | Tanjungpinang의 기후 | Tanjungpinang의 기후 | Tanjungpinang의 기후 | Tanjungpinang의 기후 | Tanjungpinang의 기후 | Tanjungpinang의 기후 | Tanjungpinang의 기후 |
| 월                       | 1월                  | 2월                  | 3월                  | 4월                  | 5월                  | 6월                  | 7월                  | 8월                  | 9월                  | 10월                 | 11월                 | 12월                 | 연간                 |
| ------------------------ | -------------------- | -------------------- | -------------------- | -------------------- | -------------------- | -------------------- | -------------------- | -------------------- | -------------------- | -------------------- | -------------------- | -------------------- | -------------------- |
| 일평균 최고 기온 °C (°F) | 30.0 (86.0)          | 30.5 (86.9)          | 30.9 (87.6)          | 31.2 (88.2)          | 31.3 (88.3)          | 31.2 (88.2)          | 30.7 (87.3)          | 30.9 (87.6)          | 30.8 (87.4)          | 30.9 (87.6)          | 30.5 (86.9)          | 30.2 (86.4)          | 30.8 (87.4)          |
| 일일 평균 기온 °C (°F)   | 25.8 (78.4)          | 26.1 (79.0)          | 26.4 (79.5)          | 26.7 (80.1)          | 26.9 (80.4)          | 26.8 (80.2)          | 26.4 (79.5)          | 26.5 (79.7)          | 26.6 (79.9)          | 26.6 (79.9)          | 26.3 (79.3)          | 26.2 (79.2)          | 26.4 (79.6)          |
| 일평균 최저 기온 °C (°F) | 21.7 (71.1)          | 21.8 (71.2)          | 21.9 (71.4)          | 22.2 (72.0)          | 22.6 (72.7)          | 22.5 (72.5)          | 22.2 (72.0)          | 22.1 (71.8)          | 22.4 (72.3)          | 22.3 (72.1)          | 22.2 (72.0)          | 22.2 (72.0)          | 22.2 (71.9)          |
| 평균 강수량 mm (인치)    | 295 (11.6)           | 177 (7.0)            | 213 (8.4)            | 271 (10.7)           | 244 (9.6)            | 215 (8.5)            | 213 (8.4)            | 195 (7.7)            | 227 (8.9)            | 253 (10.0)           | 305 (12.0)           | 347 (13.7)           | 2,955 (116.5)        |
| 출처:                    |                      |                      |                      |                      |                      |                      |                      |                      |                      |                      |                      |                      |                      |

## 페녕갓섬

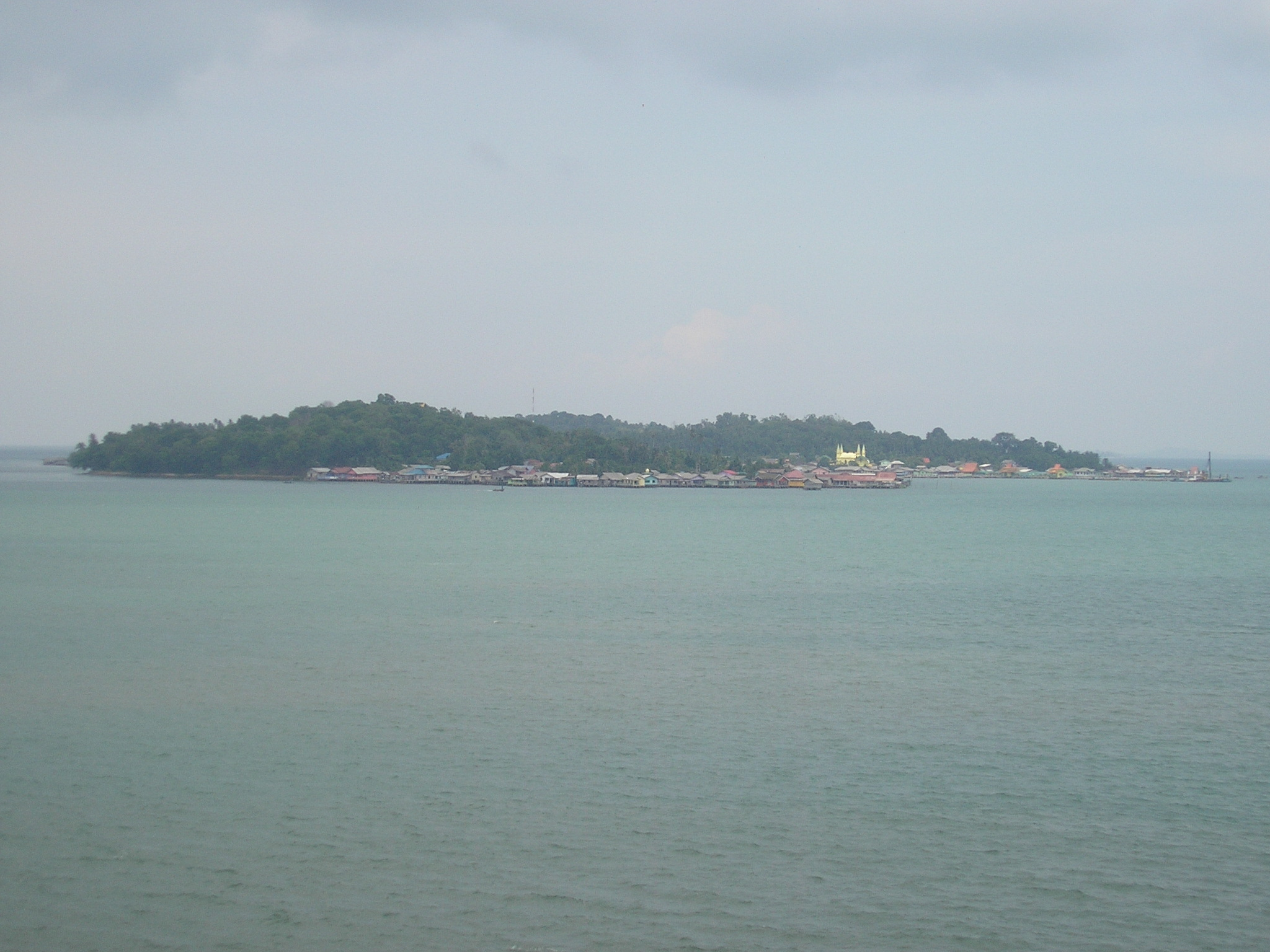
페녕갓섬

페녕갓섬(Penyengat Island)에는 옛 궁전과 왕실 무덤이 있으며, 말레이어 문법책의 아버지로 존경받는 라자 알리 하지의 무덤도 그곳에 있다. 리아우 술탄령은 많은 전설을 많이 만들어 낸 곳이다. 준 황실 모스크인 메스지드 라야가 지금도 이용된다. 세계유산에서 "빼어난 보편적 가치"로 고려되고 있는 곳이다.

## 라자 하지 피사빌라 기념비

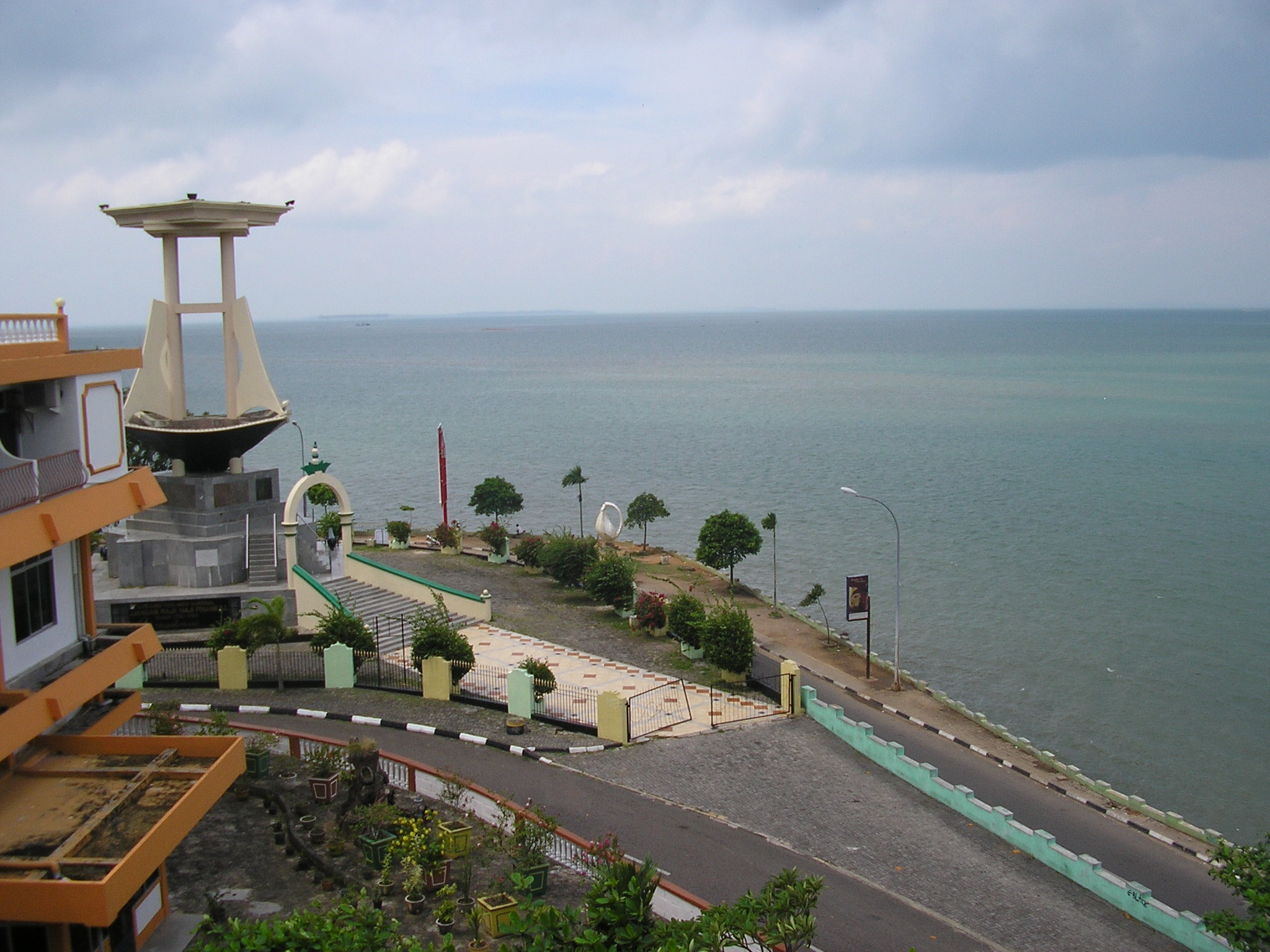
탄중피낭에 있는 라자하지 피사빌라 기념비

인도네시아의 국민적 영웅인 라자 하지 피사빌라는 1784년 말라카 전투에서 네덜란드와의 전투 중에 사망했다. 그는 유명한 말레이 왕으로 탄중 피낭 바다의 페녕갓섬에 왕궁이 있었다. 그를 기리는 기념비(Raja Haji Fisabillah Monument)는 28m 높이로 만들어져 있다.